# Jeremy Renner
Jeremy Lee Renner (Modesto, 7 de enero de 1971) es un actor, actor de voz, productor y músico estadounidense. Inició su carrera como actor en 1995 con apariciones en varios proyectos de su universidad y posteriormente como protagonista de filmes independientes, entre ellos Dahmer (2002), en el que su actuación recibió buenos comentarios. Ganó reconocimiento en la industria al protagonizar la aclamada película The Hurt Locker (2008), que le valió una nominación a los Premios Óscar como mejor actor, así como a otros galardones, entre ellos el BAFTA y el SAG. En 2009, formó parte del elenco principal de la serie The Unusuals y la National Board of Review lo reconoció con el premio al actor revelación por su ascenso en la industria.
Apareció en el filme The Town (2010), con el que fue nominado por segunda vez al Óscar, esta vez como mejor actor de reparto. Tras ello, logró mayor notoriedad en la industria al personificar a Hawkeye en el Universo cinematográfico de Marvel como protagonista en las películas The Avengers (2012), Avengers: Age of Ultron (2015), Capitán América: Civil War (2016) y Avengers: Endgame (2019), que fueron aclamadas por la crítica y rompieron récords en taquilla. Asimismo, apareció en Mission: Impossible – Ghost Protocol (2011) y Mission: Impossible – Rogue Nation (2015), ambas igualmente exitosas. También ha figurado en otros filmes elogiados por la crítica como American Hustle (2013), Arrival (2016) y Wind River (2017). Sus películas suman más de 8 mil millones de dólares recaudados, cifra que lo convierte en uno de los actores más taquilleros de la historia.
En la televisión, dio vida a Hawkeye en la miniserie homónima basada en el personaje e igualmente protagonizó Mayor of Kingstown. Fuera de la actuación, es un multinstrumentista que en ocasiones canta temas para las bandas sonoras de las producciones donde aparece; también ha lanzado dos extended plays titulados The Medicine (2020) y Live For Now (2020). Por otra parte, es dueño de una pequeña empresa de renovación de hogares y ha apoyado a varias fundaciones benéficas.

## Biografía

### 1971-2001: primeros años e inicios como actor
Jeremy Lee Renner nació el 7 de enero de 1971 en la ciudad de Modesto, en el estado de California (Estados Unidos), hijo de Lee Renner y Valerie Tague. Es el mayor de siete hermanos y tiene ascendencia alemana, británica, sueca y panameña. Desde pequeño mostró interés en la música y aprendió a tocar el piano, la guitarra y la batería. Estudió en la Fred C. Beyer High School hasta su graduación en 1989 y posteriormente ingresó al Modesto Junior College, donde cursó computación y criminología.
Aunque quería ser músico profesional, comenzó a tomar clases de actuación durante su etapa universitaria. Esto lo motivó a seguir una carrera como actor antes que una como cantante. Hizo su debut con el filme National Lampoon's Senior Trip (1995), que aunque fue duramente criticado, le dio la oportunidad de aparecer en las series Deadly Games y Strange Luck. Tras ello, se mudó a la ciudad de Los Ángeles y trabajó como maquillador para pagar los costos de arrendamiento. Allí audicionó con éxito para los telefilmes A Friend's Betrayal (1996) y A Nightmare Come True (1997), y registró apariciones en series como The Net, Time of Your Life, Angel y CSI: Crime Scene Investigation.

### 2002-2010: ascenso a la fama y reconocimiento crítico

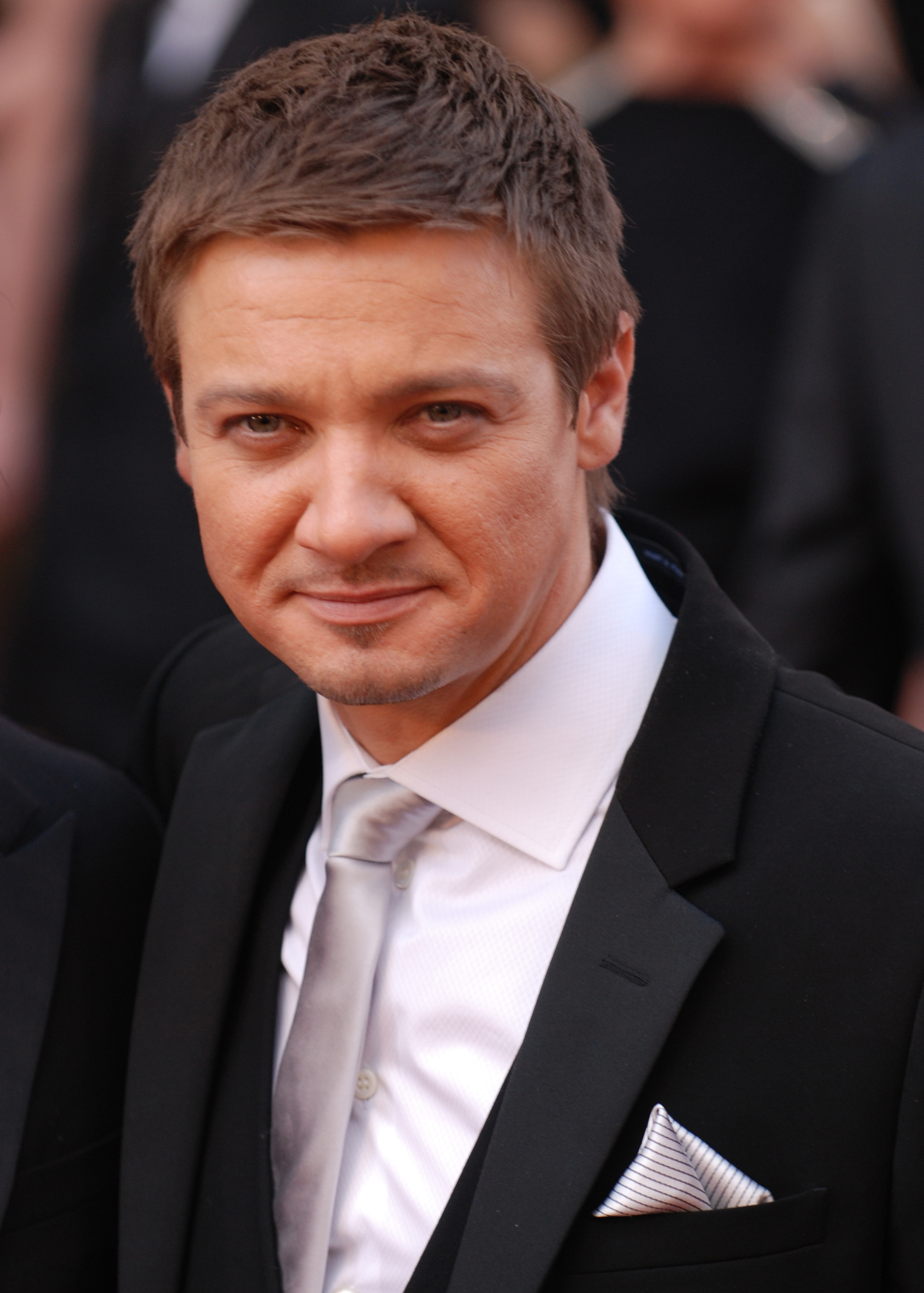
Renner en los premios Óscar de 2010.

Tras varios años desarrollando papeles menores, protagonizó la cinta Dahmer (2002), en la que interpretó al asesino Jeffrey Dahmer. El filme fue bien recibido por la crítica y su actuación le valió una nominación a los Premios Independent Spirit como mejor actor. Stephen Holden escribió para The New York Times que su actuación fue «convincente» y encajaba perfectamente con la naturaleza asesina del personaje. En 2003 protagonizó S.W.A.T., que fue un éxito en taquilla al recaudar 207 millones de dólares, y en 2005 apareció en los filmes A Little Trip to Heaven (2005), 12 and Holding (2005) y Neo Ned (2005), los cuales fueron bien recibidos por la crítica. Renner hizo su debut como cantante con el tema «I Drink Alone» de la película North Country (2005), en la que además representó un papel secundario. Igualmente, interpretó la canción «Good Ole Rebel» para The Assassination of Jesse James by the Coward Robert Ford (2007), en la que también apareció como actor.
Protagonizó la película The Hurt Locker (2008) tras haber sido seleccionado por la directora Kathryn Bigelow, quien quedó impresionada con su actuación en Dahmer. El filme fue aclamado por la crítica e incluido en diversas listas de los mejores de 2008. Su actuación también recibió elogios y con ello la National Board of Review lo nombró el actor revelación de 2009. En los premios Óscar de 2010, consiguió su primera nominación en la categoría de mejor actor, y también fue nominado a dicha categoría en los premios BAFTA, Critics' Choice y SAG. En 2009, protagonizó la serie The Unusuals, que fue cancelada tras su primera temporada a causa de los bajos índices de audiencia. Al poco tiempo, volvió a recibir la aclamación de la crítica con su aparición en The Town (2010), con la que fue nuevamente nominado a los premios Óscar, esta vez como mejor actor de reparto. Dicha actuación también le dio su primera nominación a los Golden Globes y una segunda en los Critics' Choice y los SAG. El crítico Roger Ebert lo describió como el «personaje más intrigante» de la cinta y se mostró sorprendido por el cambio del actor en comparación a su participación en The Hurt Locker.

### 2011-2019: éxitos en taquilla e incursión en la música

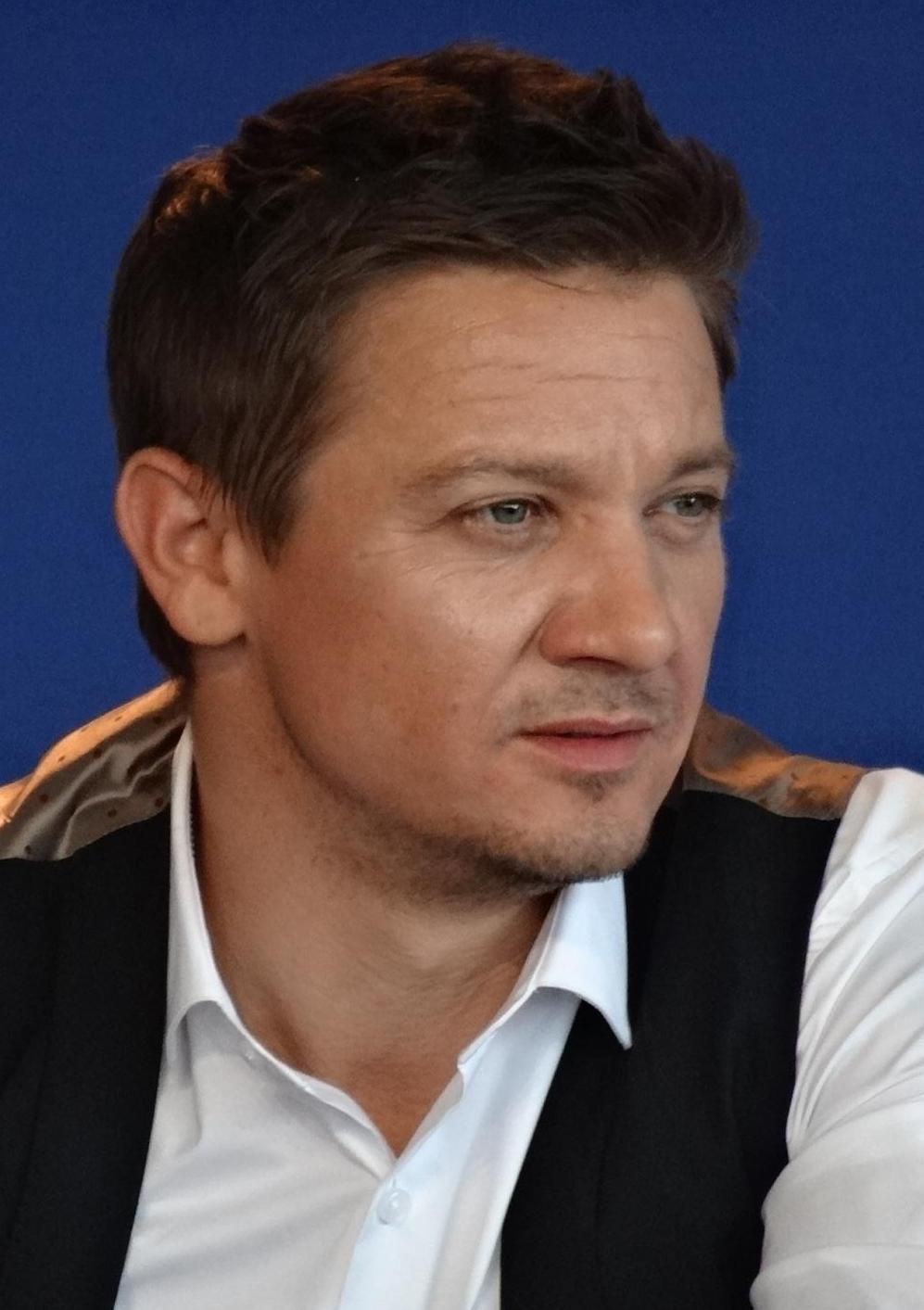
Renner en el Festival de Deauville en septiembre de 2012.

Tras su éxito en la industria independiente, protagonizó la película Mission: Impossible – Ghost Protocol (2011), que recibió elogios de la crítica y fue un éxito en taquilla, luego de haber sido la quinta película más recaudadora de 2011. Ese mismo año, fue seleccionado para interpretar al personaje de Clint Barton / Hawkeye en el Universo cinematográfico de Marvel, e hizo una breve aparición en Thor (2011). Al año siguiente, hizo su debut formal en The Avengers (2012), que recibió la aclamación de la crítica y se convirtió en la película más taquillera de 2012, así como la tercera de la historia hasta ese momento, con una recaudación de 1.5 mil millones de dólares. Igualmente, protagonizó The Bourne Legacy (2012) y Hansel & Gretel: Witch Hunters (2013). Renner apareció en la aclamada película American Hustle (2013) junto a Christian Bale, Amy Adams, Bradley Cooper y Jennifer Lawrence, y en conjunto ganaron el galardón al mejor reparto en los premios Critics' Choice y los SAG.
En 2015 repitió su papel como William Brandt en la aclamada Mission: Impossible – Rogue Nation y volvió a interpretar a Hawkeye en Avengers: Age of Ultron, que fue bien recibida por la crítica. Ambas películas fueron grandes éxitos en taquilla, con Age of Ultron siendo la cuarta más recaudadora de 2015 y Rogue Nation la octava. Al año siguiente, interpretó nuevamente a Hawkeye en Capitán América: Civil War (2016), que fue aclamada por la crítica y se convirtió en la película más taquillera de 2016 con 1.1 mil millones de dólares recaudados. También protagonizó Arrival (2016) y Wind River (2017), que gozaron de buenas reseñas críticas y tuvieron un éxito sorpresivo en la taquilla según los expertos. Posteriormente, protagonizó la comedia Tag (2018), que recaudó 78 millones pese a una recepción crítica moderada. Renner tenía previsto repetir su papel como William Brandt en Mission: Impossible – Fallout (2018), pero debido a problemas de agenda y su compromiso con Marvel Studios, finalmente no apareció en la cinta.
En octubre de 2018, cantó a dueto con Sam Feldt en el tema «Heaven (Don't Have A Name)», que alcanzó el vigésimo primer puesto del conteo Alternative Digital Song Sales, una lista semanal realizada por Billboard que recoge las canciones más descargadas de música alternativa en los Estados Unidos. Renner grabó escenas como Hawkeye para Avengers: Infinity War (2018) que finalmente no figuraron en la cinta; en tanto, su siguiente aparición como el personaje fue en Avengers: Endgame (2019), que recibió la aclamación crítica y se convirtió en la segunda película más taquillera de todos los tiempos con 2.7 mil millones de dólares recaudados. Poco después, en julio de 2019, apareció en una serie de comerciales para Jeep, donde fueron utilizadas tres canciones originales escritas y cantadas por él, tituladas «Main Attraction», «Nomad» y «Sing». Luego de la buena respuesta, «Main Attraction» fue lanzada como su primer sencillo y alcanzó la octava posición del Alternative Digital Song Sales.

### 2020-presente: proyectos futuros
En marzo de 2020, Renner lanzó su primer extended play titulado The Medicine, el cual grabó durante la cuarentena por la pandemia de COVID-19 y publicó como un mensaje de apoyo a aquellos atravesando momentos difíciles por dicha situación. El disco, enfocado en el género de rock alternativo e indie, tuvo una respuesta mayormente negativa de los expertos, que criticaron el exceso de auto-tune, las letras pretenciosas y la instrumentación, la cual tacharon de ser «olvidable». A pesar de esto, en septiembre publicó un segundo EP titulado Live For Now. Por otra parte, prestó su voz para el personaje de Hawkeye en tres episodios de la serie animada What If...?, además de tener un cameo de voz en Black Widow (2021). A ello le siguió una miniserie basada en el mismo personaje, Hawkeye, que constó de seis episodios y le valió reseñas positivas de los expertos, quienes elogiaron su actuación por darle humanidad a Clint Barton.
Participó como actor de voz en el cortometraje Back Home Again (2021), que retrata la mayor evacuación ocurrida en Canadá por los incendios forestales. Después, protagonizó la serie Mayor of Kingstown con el personaje de Mike McLusky, el nuevo alcalde de un pueblo donde la industria principal es el encarcelamiento. Aunque tuvo críticas negativas, la serie logró ser renovada para una segunda temporada tras generar altos niveles de audiencia en Paramount+. Por otra parte, protagonizará con Jamie Foxx un reinicio de Spawn (1997).

## Vida personal y filantropía

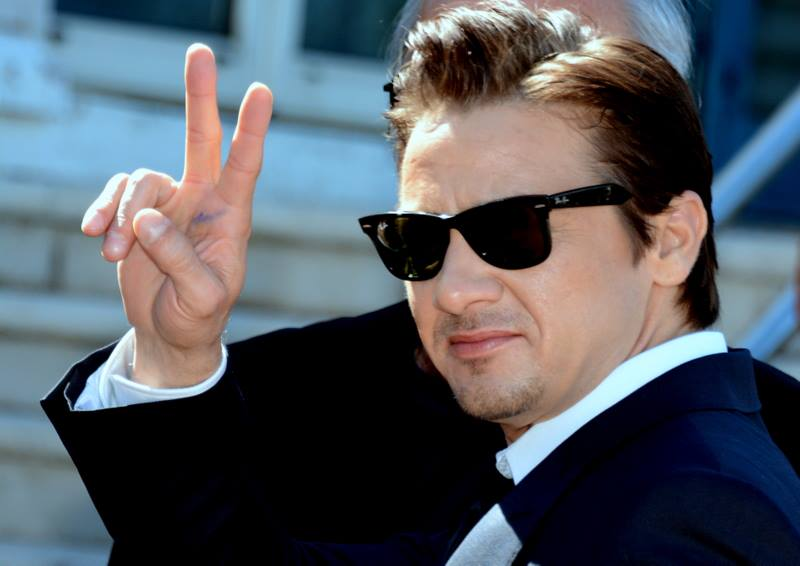
Renner en el Festival de Cannes de 2013.

Renner mantuvo una breve relación con la actriz Rashida Jones a mediados de 1995 y posteriormente salió con la también actriz Jes Macallan entre junio de 2005 y noviembre de 2009. En octubre de 2011, comenzó un noviazgo con Sonni Pacheco, con quien tuvo una hija en marzo de 2013 llamada Ava Berlin. La pareja se casó en enero de 2014, pero se divorciaron en noviembre de ese mismo año. La ruptura dio lugar a una disputa legal por la custodia totalitaria sobre su hija. A lo largo de su carrera, ha trabajado con distintas asociaciones benéficas en apoyo a pacientes de enfermedades como el sida, el cáncer y el trastorno por estrés postraumático.
En sumatoria de todos sus papeles protagónicos en el cine, sus películas totalizan más de 8 mil millones de dólares recaudados solo en taquilla, cifra que lo convierte en uno de los veinte actores más taquilleros de la historia. Contando también sus cameos y actuaciones de voz, la cifra asciende a 12 mil millones. Por otra parte, Renner y su mejor amigo Kristoffer Winters operan una pequeña empresa dedicada a la renovación de hogares. Además de ello, en marzo de 2017 lanzó para Android y iOS una aplicación creada por Escapex en la cual sus seguidores podían compartir contenido relacionado al actor, como memes, fan fictions, entre otros. Inicialmente la aplicación tuvo buenas críticas, pero con el tiempo fueron incrementando los casos de cyberbullying y pornografía, lo cual llevó a que fuera descontinuada en septiembre de 2019 por petición del actor.

### Accidente
En la mañana del 1 de enero de 2023, Renner sufrió un accidente tras haber sido arrollado por un quitanieves en su residencia en un área rural de Reno (Nevada), lo que le provocó un traumatismo torácico cerrado, así como lesiones en el sistema musculoesquelético. Uno de sus vecinos le practicó un torniquete en una de sus piernas para evitar que continuara perdiendo sangre mientras esperaba la llegada de los servicios de emergencia, quienes lo trasladaron en helicóptero a un hospital local, donde su representante dijo que se encontraba en «estado crítico, pero estable». En una rueda de prensa, las autoridades del Condado de Washoe explicaron que un sobrino de Renner, quien se encontraba conduciendo el automóvil del actor, quedó atrapado cerca de su residencia debido a la nieve dejada por una tormenta ocurrida la noche anterior al accidente. Cuando Renner despejó la vía con el quitanieves, bajó del vehículo para conversar con su sobrino, pero el quitanieves, que pesaba aproximadamente 6 toneladas, comenzó a moverse hasta pasar por encima de él. Fue sometido a dos cirugías y puesto en la unidad de cuidados intensivos el 2 de enero. Al día siguiente, mandó un mensaje desde el hospital a través de sus redes sociales agradeciendo el apoyo recibido. Fue dado de alta el 18 de enero e inició terapia desde su hogar para recuperar la movilidad.
Un segundo reporte de las autoridades locales reveló que cuando Renner bajó del quitanieves, olvidó activar los frenos de emergencia, parcialmente debido a que las luces de alarma no funcionaban. El accidente ocurrió mientras el actor intentaba salvar a su sobrino de ser arrollado por el vehículo. En marzo de 2023, Renner mostró en sus redes sociales que ya había vuelto a caminar.

## Filmografía
| Año  | Título                                                     | Papel                           | Notas             |
| ---- | ---------------------------------------------------------- | ------------------------------- | ----------------- |
| 1995 | National Lampoon's Senior Trip                             | Mark «Dags» D'Agastino          |                   |
| 1996 | Paper Dragons                                              | Jack                            |                   |
| 2001 | Fish in a Barrel                                           | Remy                            |                   |
| 2002 | Dahmer                                                     | Jeffrey Dahmer                  |                   |
| 2002 | Monkey Love                                                | Dil                             |                   |
| 2003 | S.W.A.T.                                                   | Brian Gamble                    |                   |
| 2004 | The Heart Is Deceitful Above All Things                    | Emerson                         |                   |
| 2005 | A Little Trip to Heaven                                    | Fred                            |                   |
| 2005 | North Country                                              | Bobby Sharp                     |                   |
| 2005 | 12 and Holding                                             | Gus Maitland                    |                   |
| 2005 | Neo Ned                                                    | Ned                             |                   |
| 2005 | Lords of Dogtown                                           | Jay Adams Manager               | No acreditado     |
| 2006 | Love Comes to the Executioner                              | Chick Prigusivac                |                   |
| 2007 | The Assassination of Jesse James by the Coward Robert Ford | Wood Hite                       |                   |
| 2007 | 28 Weeks Later                                             | Sargento Doyle                  |                   |
| 2007 | Take                                                       | Saul                            |                   |
| 2008 | The Hurt Locker                                            | Sargento William James          |                   |
| 2009 | Ingenious                                                  | Sam                             |                   |
| 2010 | The Town                                                   | James «Jem» Coughlin            |                   |
| 2011 | Mission: Impossible – Ghost Protocol                       | William Brandt                  |                   |
| 2011 | Thor                                                       | Clint Barton / Hawkeye          | Cameo             |
| 2012 | The Avengers                                               | Clint Barton / Hawkeye          |                   |
| 2012 | The Bourne Legacy                                          | Aaron Cross / Kenneth J. Kitsom |                   |
| 2013 | Hansel & Gretel: Witch Hunters                             | Hansel                          |                   |
| 2013 | The Immigrant                                              | Orlando                         |                   |
| 2013 | American Hustle                                            | Carmine Polito                  |                   |
| 2014 | Kill the Messenger                                         | Gary Webb                       | También productor |
| 2015 | Mission: Impossible – Rogue Nation                         | William Brandt                  |                   |
| 2015 | Avengers: Age of Ultron                                    | Clint Barton / Hawkeye          |                   |
| 2016 | Capitán América: Civil War                                 | Clint Barton / Hawkeye          |                   |
| 2016 | Arrival                                                    | Ian Donnelly                    |                   |
| 2017 | Wind River                                                 | Cory Lambert                    |                   |
| 2017 | The House                                                  | Tommy Papouli                   | Cameo             |
| 2018 | Tag                                                        | Jerry Pierce                    |                   |
| 2019 | Avengers: Endgame                                          | Clint Barton / Hawkeye          |                   |
| 2019 | Arctic Dogs                                                | Swifty                          | Voz               |
| 2021 | Black Widow                                                | Clint Barton / Hawkeye          | Cameo             |
| 2021 | Back Home Again                                            | Teniente Timber                 | Voz               |
| 2025 | Wake Up Dead Man: A Knives Out Mystery                     |                                 |                   |

| Año           | Título                         | Papel                  | Notas                                  |
| ------------- | ------------------------------ | ---------------------- | -------------------------------------- |
| 1995          | Deadly Games                   | Tod                    | Episodio «Boss»                        |
| 1996          | Strange Luck                   | Jojo Picard            | Episodio «Blinded by the Son»          |
| 1996          | A Friend's Betrayal            | Simon                  | Telefilme                              |
| 1997          | A Nightmare Come True          | Steven Zarn            | Telefilme                              |
| 1998          | To Have & to Hold              | Ted Fury               | Episodio «Tangled Up in You»           |
| 1999          | The Net                        | Ted Nida               | Episodio «Chem Lab»                    |
| 1999          | Time of Your Life              | Taylor                 | Episodio «The Time the Truth Was Wold» |
| 2000          | Angel                          | Penn                   | Episodio «Somnambulist»                |
| 2001          | CSI: Crime Scene Investigation | Roger Jennings         | Episodio «Alter Boys»                  |
| 2003          | The It Factor                  | Él mismo               |                                        |
| 2007          | House                          | Jimmy Quidd            | Episodio «Games»                       |
| 2009          | The Unusuals                   | Detective Jason Walsh  | 10 episodios                           |
| 2011          | Robot Chicken                  | Sargento William James | Voz, episodio «Fool's Goldfinger»      |
| 2012          | Saturday Night Live            | Él mismo               | Episodio «Jeremy Renner/Maroon 5»      |
| 2014          | The World Wars                 | Narrador               | 3 episodios                            |
| 2014          | Louie                          | Jeff Davis             | Episodio «In the Woods»                |
| 2021          | What If...?                    | Clint Barton / Hawkeye | Voz, invitado                          |
| 2021          | Hawkeye                        | Clint Barton / Hawkeye | 6 episodios, papel principal           |
| 2021-presente | Mayor of Kingstown             | Mike McClusky          | Papel principal                        |

## Discografía
Extended play
- The Medicine (2020)
- Live For Now (2020)
- Love and Titanium (2024)

## Premios y nominaciones
| Año  | Premiación                | Categoría                                          | Nominado por               | Resultado | Ref.   |
| ---- | ------------------------- | -------------------------------------------------- | -------------------------- | --------- | ------ |
| 2003 | Independent Spirit Awards | Mejor Actor                                        | Dahmer                     | Nominado  | [ 9 ]  |
| 2009 | Independent Spirit Awards | Mejor Actor                                        | The Hurt Locker            | Nominado  | [ 73 ] |
| 2009 | Gotham Awards             | Actor Revelación                                   | The Hurt Locker            | Nominado  | [ 74 ] |
| 2009 | Gotham Awards             | Mejor Reparto                                      | The Hurt Locker            | Ganador   | [ 75 ] |
| 2009 | National Board of Review  | Actor Revelación                                   | The Hurt Locker            | Ganador   | [ 15 ] |
| 2009 | Satellite Awards          | Mejor Actor de Drama                               | The Hurt Locker            | Ganador   | [ 76 ] |
| 2010 | Premios Óscar             | Mejor Actor                                        | The Hurt Locker            | Nominado  | [ 16 ] |
| 2010 | BAFTA Awards              | Mejor Actor                                        | The Hurt Locker            | Nominado  | [ 17 ] |
| 2010 | Critics' Choice Awards    | Mejor Actor                                        | The Hurt Locker            | Nominado  | [ 18 ] |
| 2010 | SAG Awards                | Mejor Actor                                        | The Hurt Locker            | Nominado  | [ 19 ] |
| 2010 | SAG Awards                | Mejor Reparto                                      | The Hurt Locker            | Nominado  | [ 19 ] |
| 2010 | Teen Choice Awards        | Mejor Actor de Cine de Drama                       | The Hurt Locker            | Nominado  | [ 77 ] |
| 2010 | Satellite Awards          | Mejor Actor de Reparto de Drama                    | The Town                   | Nominado  | [ 78 ] |
| 2010 | National Board of Review  | Mejor Reparto                                      | The Town                   | Ganador   | [ 79 ] |
| 2011 | Premios Óscar             | Mejor Actor de Reparto                             | The Town                   | Nominado  | [ 21 ] |
| 2011 | Critics' Choice Awards    | Mejor Actor de Reparto                             | The Town                   | Nominado  | [ 23 ] |
| 2011 | Critics' Choice Awards    | Mejor Reparto                                      | The Town                   | Nominado  | [ 23 ] |
| 2011 | Golden Globe Awards       | Mejor Actor de Reparto                             | The Town                   | Nominado  | [ 22 ] |
| 2011 | Jupiter Awards            | Mejor Actor Internacional                          | The Town                   | Ganador   | [ 80 ] |
| 2011 | SAG Awards                | Mejor Actor de Reparto                             | The Town                   | Nominado  | [ 24 ] |
| 2013 | MTV Movie Awards          | Mejor Pelea                                        | The Avengers               | Ganador   | [ 81 ] |
| 2013 | People's Choice Awards    | Mejor Química en Pantalla (con Scarlett Johansson) | The Avengers               | Nominado  | [ 82 ] |
| 2014 | Critics' Choice Awards    | Mejor Reparto                                      | American Hustle            | Ganador   | [ 30 ] |
| 2014 | SAG Awards                | Mejor Reparto                                      | American Hustle            | Ganador   | [ 30 ] |
| 2014 | Huading Awards            | Mejor Actor de Reparto Internacional               | American Hustle            | Ganador   | [ 83 ] |
| 2016 | Teen Choice Awards        | Mejor Química (compartido con el reparto)          | Capitán América: Civil War | Nominado  | [ 84 ] |
| 2016 | Kids' Choice Awards       | Mejor Elenco                                       | Capitán América: Civil War | Nominado  | [ 85 ] |
| 2017 | Satellite Awards          | Mejor Actor                                        | Wind River                 | Nominado  | [ 86 ] |
| 2017 | Teen Choice Awards        | Mejor Actor de Cine de Ciencia Ficción/Fantasía    | Arrival                    | Nominado  | [ 87 ] |
| 2018 | Teen Choice Awards        | Mejor Pelea                                        | Tag                        | Nominado  | [ 88 ] |
| 2019 | Saturn Awards             | Mejor Actor de Reparto                             | Avengers: Endgame          | Nominado  | [ 89 ] |
| 2022 | Kids' Choice Awards       | Actor de Televisión Favorito                       | Hawkeye                    | Nominado  | [ 90 ] |